# Junkers

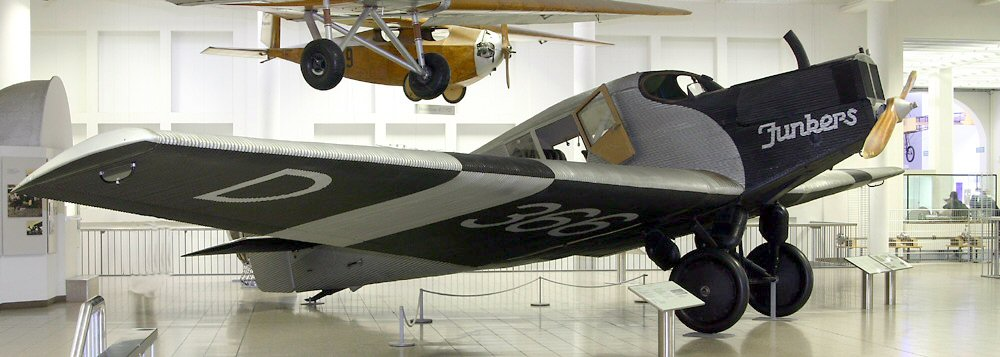
Junkers F 13

Firma Junkers Flugzeug- und Motorenwerke AG (JFM), známější jen jako Junkers byl hlavní německý letecký výrobce. Během své více než padesátileté historie vyrobil v Dessau v Německu některé celosvětově nejinovativnější a nejznámější letouny. V Dessau byla firma založena v roce 1895 Hugo Junkersem, původně vyráběla bojlery a radiátory. Po první světové válce přešla společnost k výrobě letadel. Během druhé světové války vyrobila firma některé z nejúspěšnějších letadel Luftwaffe, ale i pístové a tryskové motory do letadel, třebaže v nepřítomnosti svého zakladatele, který byl odstraněn nacisty.
V současnosti je značka Junkers používána divizí skupiny Bosch pro termotechnická zařízení.